# Krootuse
Krootuse är en ort i Estland. Den ligger i Kõlleste kommun och landskapet Põlvamaa, i den södra delen av landet, 190 km sydost om huvudstaden Tallinn. Krootuse ligger 117 meter över havet och antalet invånare är 417.
Terrängen runt Krootuse är platt. Runt Krootuse är det mycket glesbefolkat, med 7 invånare per kvadratkilometer. Närmaste större samhälle är Põlva, 13,8 km öster om Krootuse. I omgivningarna runt Krootuse växer i huvudsak blandskog.